# PJIRC
PJIRC est un client IRC graphique écrit en Java et disponible selon les termes de la licence GPL. PJIRC peut être exécuté comme applet sur un site web ou comme logiciel autonome en utilisant une machine virtuelle Java.

## Fonctionnalités
- Mise en surbrillance ;
- Gestion d'un profil personnel ;
- Utilisation d'images bitmap pour les smileys ;
- Complétion automatique des pseudonymes ;
- Agrégation de pseudonymes, de noms de salons ou de liens hypertextes ;
- Support du son ;
- Disponible en plusieurs langues ;
- Options esthétiques telles qu'images d'arrière-plan, configuration des couleurs par salon ;
- Support de l'encodage UTF-8 ;
- Possibilité de contrôle externe par des scripts JavaScript ;
- Commande lors de la connexion ;
- Horodatage.